# 拉普埃夫拉 (新墨西哥州)
拉普埃夫拉（英語：La Puebla）是位於美國新墨西哥州聖菲縣的普查規定居民點。

## 人口
根據2020年美國人口普查的數據，拉普埃夫拉的面積為7.35平方千米，皆為陸地。當地共有人口1126人，而人口密度為每平方千米153.2人。